# حسین بن علی ابن الولید
حسین بن علی بن محمد ابن الولید انف قُرَشی (؟ – ۱۲۶۸) داعی مطلق مستعلوی طِیبی از یمن بود. او هشتمین داعی مطلق اسماعیلی طیبی در یمن بود که از سال ۱۲۳۰ تا زمان مرگش در سال ۱۲۶۸ حکومت کرد. حسین که از عشیرهٔ برجستهٔ بنی‌ولید قرشی در یمن به‌شمار می‌رفت، در سال ۶۲۷ هجری / ۱۲۳۰ میلادی به‌عنوان هشتمین داعی، جانشین احمد بن مبارک ابن الولید شد و این منصب را تا پایان عمرش حفظ کرد. به‌عنوان فرزند داعی پنجم، علی بن محمد ابن الولید، حسین دارای روابط دوستانه‌ای با خاندان رسولی بود و توانست برخی از آنان را به مذهب اسماعیلی طِیبی جذب کند. وی به‌عنوان یک عالم برجسته، آثار مهمی در حوزهٔ باطن‌گرایی اسماعیلی تألیف کرد که از جمله آن‌ها می‌توان به رسالهٔ «المبدأ و المعاد» اشاره کرد؛ رساله‌ای که به موضوعاتی همچون پیدایش جهان و علوم اسکاتولوژیکی (آخرت‌شناسی) می‌پردازد.